# Laparotomia
Laparotomia (z greki he lapara  – brzuch; he tome  – cięcie) – termin medyczny określający operacyjne otwarcie jamy brzusznej, polegające na przecięciu skóry, mięśni i otrzewnej umożliwiające eksplorację wnętrza jamy brzusznej. Zwykle jest stosowane jako pierwszy etap operacji chirurgicznej, ale może być stosowana również w celach diagnostycznych i nosi wówczas nazwę laparotomii zwiadowczej (łac. laparotomia explorativa).
W zależności od planowanej operacji, nacięcie powłok skórnych dokonuje się w miejscach umożliwiających dostęp do operowanego narządu. Najczęściej używa się cięcia pośrodkowego górnego (od wyrostka mieczykowatego mostka do pępka) lub dolnego (od pępka do spojenia łonowego) czy też jednego cięcia obejmującego oba wymienione. Cięcie to daje najlepszy wgląd w jamę brzuszną bez względu na lokalizację zmiany.
W przypadku znanej lokalizacji zmiany chorobowej stosuje się cięcia przezprostne (poprzez mięśnie proste brzucha) prawe i lewe, przyprostne (bocznie od torebek mięśni prostych) prawe i lewe; a także cięcia poprzeczne (Kochera – pod łukami żebrowymi) czy Pfannenstiela (powyżej spojenia łonowego).
W przypadku wykonywania appendektomii (wycięcie wyrostka robaczkowego) niekiedy stosuje się cięcie McBurneya (odmiana cięcia przyprostnego prawego dolnego). W sytuacjach szczególnych cięcia można przedłużać uzyskując kompilację wymienionych wyżej.
Blizna powstająca po laparotomii jest uznawana za miejsce osłabionego oporu (locus minoris resistentiae) i stanowi potencjalne wrota przepukliny pooperacyjnej. Ocenia się, że taka przepuklina powstaje w 2-10% przypadków laparotomii. Sposób zamknięcia powłok uniemożliwiający powstawanie przepukliny pooperacyjnej jest nadal przedmiotem licznych badań. Takie okoliczności jak zakażenie rany, żółtaczka, choroba nowotworowa, sterydoterapia, otyłość, choroby obturacyjne płuc czy palenie papierosów są uważane powszechnie za czynniki sprzyjające powstawaniu przepuklin po laparotomiach.
W ostatnim czasie coraz częściej zamiast laparotomii diagnostycznej (zwiadowczej) stosuje się laparoskopię zwiadowczą (laparoscopia explorativa). Metoda ta pomimo pewnych ograniczeń uważana jest za mniej uraźną od laparotomii, a dającą podobne informacje o stanie zaawansowania choroby. Jej połączenie z nowoczesnymi narzędziami diagnostyki obrazowej (TK, NMR, USG) prawie zawsze daje pełną odpowiedź na pytanie co do charakteru i zaawansowania zmian.

Przeczytaj ostrzeżenie dotyczące informacji medycznych i pokrewnych zamieszczonych w Wikipedii.